# Luisa Espinoza
Luisa Estefanía Espinoza Polit (Guayaquil, Ecuador, 19 de agosto de 1995) es una bailarina de tecnocumbia, creadora de contenido para adulto en la plataforma de OnlyFans, criminal y exconvicta ecuatoriana, acusada por el delito de creación y distribución de videos sexuales explícitos con niñas, niños y adolescentes menores de edad.

## Carrera
Inició su carrera artística a los 13 años de edad, cuando se unió al grupo musical de tecnocumbia Alta Tensión, donde se desempeñó como bailarina.
Ingresó a varios realities de televisión, pasando por Vamos con Todo de RTS, donde ganó el concurso de baile La Pareja Bun Bum con Frank Cabrera y tuvo un noviazgo con el cantante Oveja Negra en 2016. En 2017 fue parte del concurso Las Divas de la Seducción junto a Kelly Espinoza y Cindy Calero.
En redes sociales compartía su estilo de vida junto a su familia en plataformas como Instagram y YouTube, pero en 2021 ganó mayor relevancia al dedicarse al contenido para adultos en la plataforma de pago Onlyfans, al filtrarse videos íntimos de Espinoza.

## Acusaciones por pornografía infantil
En diciembre de 2022, Espinoza publicó un video en la red social Twitter, donde aparecían menores de edad de entre 14 a 16 años de edad aproximadamente, de una institución estudiantil, en el que Espinoza les pedía que le tocaran sus senos desnudos a cambio de dulces, mientras se encontraba dentro de un carro con un gorro navideño y música de villancicos, todo esto con el fin de promocionar su cuenta de OnlyFans. La indignación y rechazo de la comunidad hizo que Espinoza borrara el video luego de llegar a cuarenta mil vistas, por lo que la Fiscalía abrió una investigación de oficio por el delito de pornografía infantil. La creadora de contenido para adultos se justificó manifestando que hay cosas peores como el consumo de drogas entre los jóvenes y no le dio mayor importancia a sus actos.
En la madrugada del 28 de febrero de 2023, fue apresada por las autoridades ecuatorianas junto a los influencers Samuel Wilman Chávez Vivero alias Yio Compitaa e Ydris Ivonne Mina Castillo, quienes también realizaban videos sexuales junto a ella, luego de una serie de allanamientos en las casas de cada uno, donde se logró hallar más de diez mil videos de pornografía infantil con niños y adolescentes en los dispositivos electrónicos, tres computadores y diez celulares, siendo acusados de ser parte de una supuesta red de pornografía infantil transnacional. La investigación fue realizada por la Policía Nacional en conjunto con el Departamento de Seguridad Nacional de Estados Unidos.
Esto causó el repudio de la gente, que varios usuarios en Twitter, compartieron algunas experiencias con Espinoza, como fue el caso de la usuaria @CinThusLahChina, una ex-amiga de Luisa, quien en varios tweetts manifestó que ella siempre fue así y que dejaron de ser amigas por que cuando era aún menor de edad, intentó venderla como objeto sexual sin su consentimiento, además comentó: “En su momento fui yo una víctima siendo menor de edad, porque ella ya había negociado hasta cuanto se llevaba como proxeneta”, por lo que se retiró del lugar donde Luisa le dijo para ir a comer, pues al darse cuenta de todo, no accedió y afirmó que le hizo perder dinero a Espinoza, agregando que “nunca tuvo escrúpulos”, todo esto acompañado de fotos de la usuaria cuando era menor de edad junto a Luisa Espinoza.
El 25 de abril, el juez Roberto Calderón liberó bajo medidas cautelares a Espinoza y los involucrados, y deberá presentarse de manera periódica ante las autoridades con prohibición de salida del país y el uso de un grillete electrónico, lo que causó la indignación de la gente en redes sociales y el rechazo de la Fiscal General del Estado quien denunció al juez, el cual fue suspendido 3 meses.
Desde su liberación, Espinoza ha continuado produciendo y promocionando contenido íntimo en redes sociales y plataformas para adultos, pese a llevar grillete electrónico, teniendo activa al menos tres cuentas en Instagram donde se promocionan sus videos. Pese a las noticias de su estado legal, Luisa no se ha vuelto a manifestar sobre el tema y solo habla de su contenido íntimo y el dinero que genera, además de sus pensamientos y experiencias sexuales en los pódcast donde ha aceptado invitación, donde confesó que su primera vez fue a los 14 años de edad en una matiné, además de asegurar que cuando está soltera es “la p*ta más grande del Ecuador”, también que su mayor fantasía es que su pareja amorosa tenga relaciones sexuales con otro hombre, así como dar concejos a las mujeres, declarando “que no se dejen mantener por un hombre. Si tiene marido, sáquenle para la cirugía y luego bótenlo. Y prostitúyanse”.
El abogado defensor que figura en los expedientes de 2023, es Pedro Buitrón Pomader, sin embargo desde el 2 de abril de ese año, luego de la audiencia preparatoria de juicio, el proceso parecía estancado, ya que los avances de la investigación se los ha mantenido en reserva, por lo que no se ha confirmado si el abogado sigue en función hasta la fecha en que la Fiscalía General del Estado, en abril de 2025, casi dos años de la liberación con medidas cautelares de Espinoza de la Cárcel de Mujeres en Guayaquil, confirmó que la causa está a cargo de la Fiscalía Especializada de Delincuencia Organizada Transnacional e Internacional (Fedoti), la cual está encargada de sustentar las acusaciones para la audiencia del 9 de mayo, con la que Luisa podría recibir una sentencia de entre 13 a 16 años de cárcel por el delito de producción, distribución y comercialización de material sexual explícito con niñas, niños y adolescentes, infracción tipificada en el artículo 103 del Código Orgánico Integral Penal (COIP). Debido al perfil mediático de Espinoza, a acaparado la atención pública del caso, y por la gravedad de los hechos investigados, de ser encontrada culpable, enfrentaría una de las penas mas severas contemplada por el COIP.